# Le Retour de Martin Guerre

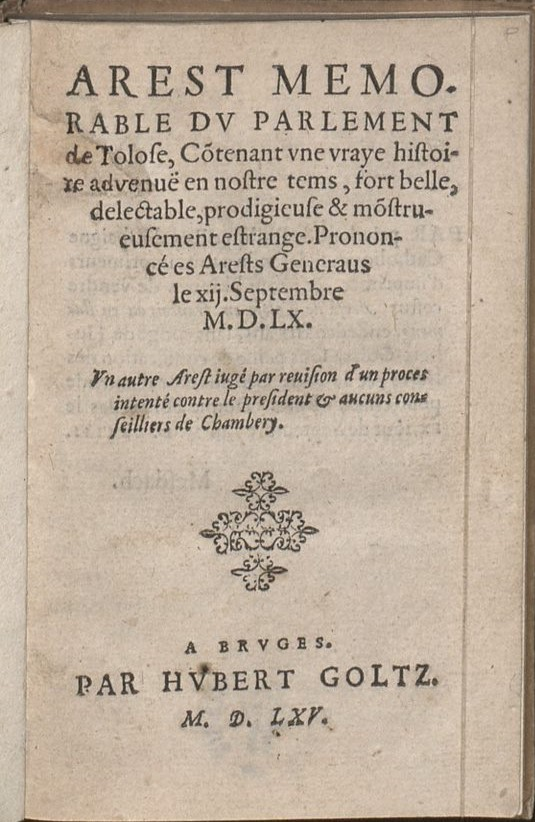
Het verhaal Arrest memorable (het origineel verhaal van Martin Guerre), gedrukt door Hubertus Goltzius in 1565, in Brugge. Bewaard door Openbare Bibliotheek Brugge.

Le Retour de Martin Guerre is een Franse film van Daniel Vigne die werd uitgebracht in 1982. 
Het scenario is gebaseerd op een waargebeurd verhaal, op de affaire Martin Guerre, een in de 16e eeuw roemruchte rechtszaak over identiteitsfraude. 

## Verhaal
1542, Artigat, een dorpje in het graafschap Foix, in het zuiden van Frankrijk. Martin Guerre is amper dertien jaar wanneer hij trouwt met de twaalfjarige Bertrande de Rols. Het zijn vooral hun (rijke) families die het huwelijk wilden. Martin is een stille, tengere jongen die zijn huwelijksplicht nauwelijks nakomt. Het harde werk op het land valt hem heel zwaar. Nadat zijn vader hem van diefstal van twee zakken graan heeft beschuldigd is de maat vol. Martin verdwijnt spoorloos. 
Vele jaren later duikt Martin opnieuw op. Hij is helemaal veranderd: een struise, rijzige en zelfzekere volwassen man. De dorpelingen menen hem te herkennen en ontvangen hem enthousiast. Martin neemt weer zijn plaats in in de familie. Maar na een tijd eist hij een vergoeding van zijn oom Pierre  voor het jarenlange gebruik van zijn landerijen. Pierre is zeer verontwaardigd want hij heeft al die tijd gezorgd voor Martins akkers en familie.  Pierre begint zich af te vragen of zijn neef wel de echte Martin Guerre is. Twijfels rijzen ook bij anderen maar Bertrande houdt vol dat haar man wel degelijk Martin Guerre is. Dan verschijnt een man ten tonele die ook beweert de echte Martin Guerre te zijn.

## Rolverdeling
| Acteur                   | Personage                                                        |
| ------------------------ | ---------------------------------------------------------------- |
| Gérard Depardieu         | Arnaud de Tihl, 'Pansette', die zich uitgeeft voor Martin Guerre |
| Bernard-Pierre Donnadieu | de echte Martin Guerre                                           |
| Nathalie Baye            | Bertrande de Rols                                                |
| Roger Planchon           | Jean de Coras                                                    |
| Maurice Jacquemont       | rechter Rieux                                                    |
| Isabelle Sadoyan         | Catherine Boere                                                  |
| Rose Thiéry              | Raimonde de Rols                                                 |
| Maurice Barrier          | oom Pierre Guerre                                                |
| Tchéky Karyo             | Augustin                                                         |
| Dominique Pinon          | Antoine                                                          |
| André Chaumeau           | Dominique Caylar, de pastoot                                     |